# Bickendorf
Bickendorf település Németországban, Rajna-vidék-Pfalz tartományban. Lakosainak száma 571 fő (2023. december 31.).

## Népesség
A település népességének változása:
| Lakosok száma | 415  | 484  | 521  | 513  | 534  | 551  | 571  |
|               | 1975 | 2010 | 2017 | 2019 | 2021 | 2022 | 2023 |